# Kwan Tak-hing
Kwan Tak-hing (關德興, 27 juin 1905 - 28 juin 1996) est un acteur hongkongais connu pour avoir interprété le personnage historique de Wong Fei-hung dans au moins 77 films, ce qui est un record pour le même acteur, des années 1940 aux années 1980. Au fil du temps, son image est devenue tellement associée à celle de Wong Fei-hung âgé, que ce-dernier est représenté uniquement sous les traits d'un jeune homme dans les autres films.
Apparu dans plus de 130 films, il est élu en 1955 à la tête de l'association des artistes chinois de Hong Kong (en) et reçoit l'ordre de l'Empire britannique en 1983.

## Biographie
Né à Canton en 1905, Kwan est le deuxième enfant de sa famille. Son père meurt de maladie durant sa jeunesse. Pour aider aux revenus de la famille, il travaille comme vacher. À l'âge de 12 ans, il commence à travailler dans la construction. À 13 ans, il travaille comme serveur dans un restaurant de Singapour avant de rejoindre une troupe d'opéra cantonais dirigée par Cheng Hsin-pei.
En 1928, à 23 ans, il épouse Chan Yat-chor, la fille de l'acteur connue seulement par son surnom de « Champion aux jambes attachées » (扎腳勝), et a un fils, David Kwan Hon-chuen (關漢泉).
Ses débuts d'acteur ont lieu dans The Singing Lovers (aussi appelé Romance of the Songsters), tourné aux États-Unis pour les studios Grandview. Il s'agit du second film parlant en cantonais jamais réalisé. Ses premiers rôles principaux viennent deux ans plus tard dans Song of the Yesterday (aussi appelé Yesterday's Song) et Song of Sadness, tous deux en 1935. Son premier film d'arts martiaux est Knight of the Whip (1936). Durant la Seconde Guerre sino-japonaise, il fait partie d'une troupe d'artistes patriotiques et sa tête est mise à prix par les Japonais.
Le premier film dans lequel il joue le rôle de Wong Fei-hung est Story of Huang Feihong part 1 (1949) de Wu Pang et produit par la société cinématographique Yong Yao. Shih Kien joue l'antagoniste du film et Li Lan, la toute première gagnante de Miss Hong Kong, est la première de nombreuses gagnantes qui deviendront des actrices célèbres au cinéma. Ce duo est un succès retentissant et donne naissance à de nombreuses suites, explorant de nombreuses idées et situations utilisées dans des films d’action ultérieurs. Durant l'année 1956, ce sont pas moins de 25 films sur Wong Fei-hung qui sortent.
Kwan travaille sur des films avec deux des élèves de Lam Sai-wing (qui lui-même fut élève du vrai Wong Fei-hung). Tout d’abord, Leong Wing-hang, qui travaille comme directeur des scènes d'actions sur les films de Wong Fei-hung ainsi que sur d'autres films de Kwan, dont The Five Heroes' Deadly Spears (1951). Plus tard, il travaille avec Lau Cham, père de Lau Kar-leung et Lau Kar-wing.
La série de films sur Wong Fei-hung se termine en 1970 et Kwan entre en semi-retraite. Au cours de cette période, il ouvre une école d'arts martiaux et plusieurs boutiques d'herbes traditionnelles, qui commercialisent de la soupe et un onguent pour les bleus bien connus à Hong Kong.
En 1974, la Golden Harvest relance le rôle, mettant Kwan en duo avec Sammo Hung dans The Skyhawk. D'autres films suivent dans lesquels Kwan joue son rôle le plus connu, Le Héros magnifique (1979), Magnificent Kick (1980), et Tigre blanc (1981). TVB produit également une série télévisée de 13 épisodes mettant en vedette Kwan dans le rôle de Wong Fei-hung en 1976. À ce moment-là, il a alors 70 ans et bien qu'il soit doublé pour les scènes acrobatiques, il démontre tout de même une forme physique et une souplesse remarquables.
Kwan reçoit l'ordre de l'Empire britannique pour son travail d’œuvres de charité et sa contribution à l'industrie du divertissement. Le 5 novembre 1984, Kwan épouse sa deuxième épouse, Kwan Yut-chur à Reno au Nevada, qu'il avait rencontré pour la première fois alors qu'il voyageait aux États-Unis pour recueillir des fonds pour l'effort de guerre chinois.
Pour les Chinois, Kwan incarne les valeurs et l'autorité patriarcales confucianistes, et on pense qu'il s'inspirait pour ses discours de ceux de Sun Yat-sen. Kwan apparaît dans des rôles de caméo dans The Family Strikes Back (en) et Mad Mission 4: Rien ne sert de mourir (tous deux en 1986). Sa dernière apparition dans un film a lieu avec la comédie familiale It's a Wonderful Life! (en) en 1994 à l'âge de 89 ans, quelque 61 ans après le début de sa carrière d'acteur. Il meurt à l'âge de 91 ans d'un cancer du pancréas.
Dans le commentaire audio de Bey Logan pour le film Le Héros magnifique, celui-ci déclare que bien qu'il y ait une pierre tombale avec le nom de Kwan Tak-hing à Kowloon, ses cendres ont en fait été emmenées à San Francisco pour reposer avec ceux de sa deuxième épouse.

## Style d'arts martiaux
Kwan est à l'origine un pratiquant d'arts martiaux d'opéra des maîtres Sun Pak/Cheng Hsin-pei et Len Yuen-hang et du Hung-gar et Crâne blanc de Fok Hung. Tout au long de sa vie, il s'est lié d'amitié avec des représentants d'arts martiaux célèbres et s'est entraîné de manière intensive. Sa formation au Hung Gar de Wong Fei-hung vient de Leung Wing-hang et de Lau Jam, deux élèves du célèbre Lam Sai-wing. Son habileté aux armes comprend l'utilisation du fouet et du bâton. Il est également connu pour ses compétences en danse du lion et en calligraphie chinoise.

## Postérité
Alors que les films d'arts martiaux modernes présentent souvent beaucoup de violence, à la fin du Héros magnifique, le Wong Fei-hung de Kwan sauve le méchant principal (joué par Lee Hoi-san (en)) des mains de Wing le boucher (Sammo Hung). Cela reflète la représentation de Wong Fei-hung dans les films originaux, dans lesquels il vainc le méchant avant de le soigner.
L'image de Kwan est devenu tellement associée à celle de Wong Fei-hung âgé que les autres cinéastes ne le représentent plus que sous des traits jeunes, comme avec Jackie Chan en jeune homme dans Le Maître chinois (1978), tandis que Yuen Woo-ping dépeint Wong comme un enfant (joué par l'actrice Angie Tsang (en)) dans Iron Monkey (1993). Lorsque Jet Li interprète Wong dans la série de films Il était une fois en Chine, de nombreux spectateurs chinois estiment alors qu'il est trop jeune.

## Filmographie
- The Guangzhou Adventure of the Fearless (1947)
- One-Eye Dragon Strange Hero (1947)
- Bloody Cloth (1948)
- Fishing Village in the War (1948)
- A Sword to Save a Country (1949)
- A Woman's Heart is Never Mended (1949)
- The Lady Protector and the Knight with the Whip (1949)
- Story of Huang Feihong (Part 1) (1949)
- Story of Huang Feihong (Part 2) (1949)
- Xue Rengui's Bloody Battle at Liu Village (1950)
- The Story of Huang Feihung Part 3: Battle by Liuhua Bridge (1950)
- The Story of Huang Feihong Part 4: Death of Liang Huan (1950)
- Story of Huang Feihong (Part 5) (1951)
- The Silver World of Stardom (1951)
- The Five Heroes' Deadly Spears (1951)
- The Brave Archer (1951)
- Soul of the Tiger (1952)
- How Huang Feihong Defeated 3 Bullies with a Single Rod (1953)
- Brother in Bloodshed (1954)
- Huang Feihong Tries His Shadowless Kick (1954)
- Story of Huang Feihong and Lin Shirong (1954)
- The Boxer of Nanhai (1954)
- The True Story of Huang Feihong (1955)
- The Story of Huang Feihong (2ème suite) (1955)
- Story of Iron Monkey (Grand Finale) (1955)
- Huang Feihong's Rival for the Fireworks (1955)
- Huang Feihong's Victory at Fourth Gate (1955)
- How Huang Feihong Vanquished the Bully on Long Dike (1955)
- Huang Feihong at a Boxing Match (1956)
- Huang Feihong's Fight in Foshan (1956)
- How Huang Feihong Set Fire to Dashatou (1956)
- Huang Feihong and the Courtesan's Boat Argument (1956)
- Huang Feihong's Battle at Shuangmendi (1956)
- Huang Feihong and the Lantern Festival Disturbance (1956)
- How Huang Feihong Pitted 7 Lions against the Dragon (1956)
- How Huang Feihong Fought 5 Dragons Single-handed (1956)
- How Huang Feihong Thrice Tricked the Girl Bodyguard (1956)
- How Huang Feihong Saved the Dragon's Mother's Temple (1956)
- Huang Feihong's 7 Battles with the Fiery Unicorn (1956)
- How Huang Feihong Vanquished the 12 Tigers (1956)
- How Huang Feihong Conquered the Two Tigers (1956)
- How Huang Feihong Pitted a Lion against the Unicorn (1956)
- Huang Feihong's Story: Iron Cock against Centpede (1956)
- Huang Feihong Wins the Dragon Boat Race (1956)
- How Huang Feihong Thrice Captured Su Shulian in the Water (1956)
- How Huang Feihong Vanquished the Terrible Hound at Shamian (1956)
- Huang Feihong's Victory at Xiaobeijiang (1956)
- How Huang Feihong Vanquished the Bully at the Red Opera Float (1956)
- The Princess is Kidnapped (1956)
- Heroine of Deadly Darts (1956)
- Huang Feihong Rescues the Fishmonger (1956)
- Huang Feihong's Battle at Mountain Goddess of Mercy (1956)
- Huang Feihong Attends the Joss-Stick Festival at Heavenly Goddess' Temple (1956)
- Wu Song's Bloody Fight on Lion's Bower (1956)
- Huang Feihong Goes to a Birthday Party at Guanshan (1956)
- How Huang Feihong Saved the Lovelorn Monk from the Ancient Monastery (1956)
- The Life of Zuo Song (1956)
- Chang E's Flight to the Moon (1956)
- The White Crane Heroes (1956)
- General Kwan Seduced by Diaochan Under Moonlight (1956)
- Ne-Zha's Adventures in the East Sea (1957)
- Devil's Sword (1957)
- Huang Feihong's Fight at Henan (1957)
- Huang Feihong's Three Battles with the Unruly Girl (1957)
- How Huang Feihong Spied on Black Dragon Hill at Night (1957)
- How the Boxer from Nanhai Stole the Dappled Horse at Night (1957)
- Huang Feihong's Battle with the Lion King (1957)
- Huang Feihong and the Battle of Saddle Hill (1957)
- The War between Chu and Han (1957)
- How Huang Feihong Smashed the Flying Dagger Gang (1957)
- The Flag Which Conquered 7 Provinces (1957)
- How Huang Feihong Fought a Bloody Battle in the Spinster's Home (1957)
- World of Fist (1957)
- Knife in Fish-gut (1957)
- Huang Feihu's Rebellion (1957)
- Ne Zha's Adventures in the Heavenly Palace (1957)
- Fifteen Strings of Coins (1957)
- General Guan Escorts His Brother's Wife on a 1,000 Mile Journey (1957)
- Huang Feihong's Rival for a Pearl (1957)
- Huang Feihong's Story: Five Devils against Two Dragons (1958)
- Huang Feihu's Rebellion (2ème suite) (1958)
- Lest We Forget (1958)
- Fan Lihua Bears a Son in the Golden-Light Militia (1958)
- How Xue Gang Smashed the Temple (1958)
- Huang Feihong's Fierce Battle (1958)
- How Huang Feihong Erases the Golden Bell Trap (1958)
- Huanf Feihong Seizes the Bride at Xiguan (1958)
- How Huang Feihong Stormed Phoenix Hill (1958)
- Massacre of the Innocents (1958)
- Huang Feihong's Battle with the Bullies in the Boxing Ring (1958)
- Huang Feihong's Victory at Ma Village (1958)
- Huang Feihong Gets Rid of the Three Rascals (1958)
- How Huang Feihong Used an Iron-Fowl Against the Eagle (1958)
- Huang Feihohng Saves the Kidnapped Liang Kuan (1958)
- The Flying Prince (1958)
- Three Attempts to Steal the Cup of the Nine Dragons (1959)
- The Rascal He on Fire (1959)
- Huang Feihong on Rainbow Bridge (1959)
- Shattering the Copper Net Array (1959)
- Seven Heroes Spy on Chongxiao Bower (1959)
- King Kong's Adventures in the Heavely Palace (1959)
- How Wen Tianxiang Thrice Tricked Grand Sire Wen (1959)
- White Lady's Reincarnation (1959)
- Huang Feihong Trapped in the Hell (1959)
- How Huang Feihong Defeated the Tiger on the Opera Stage (1959)
- Huang Feihong's Combat in the Boxing Ring (1960)
- How Na Zha Rescued His Mother from the Snake Mountain (1960)
- Huang Feihong's Battle with the Gorilla (1960)
- The Strange Hero Conquered the Dragon (1960)
- Two Orphans Conquered the Dragon at Tianshan (1960)
- Tao Lung Fighting against Fin Kum Kong (1960)
- How Huang Feihong Smashed the Five Tigers (1961)
- The Invincible Iron Fan (1961)
- Killing of the Villains (1961)
- Huang Feihong Meeting the Heroes with the Tiger Paw (1967) (également scénariste)
- Huang Feihong: The Incredible Success in Canton (1968)
- Huang Feihong: The Invincible 'Lion Dancer' (1968)
- Huang Feihong: The Eight Bandits (1968)
- The Magic Whip (1968)
- Huang Feihong: The Duel Against the Black Rascal (1968)
- Huang Feihong: Duel for the Championship (1968)
- Huang Feihong: The Duel for the 'Sha-yu-qing' (1969)
- Huang Feihong: The Conqueror of the 'Sam-hong Gang' (1969)
- Huang Feihong's Combat with the Five Wolves (1969)
- Huang Feihong in Sulphur Valley (1969)
- Huang Fei Hong: Bravely Crushing the Fire Formation (1970)
- The Skyhawk (1974)
- Le Héros magnifique (1979)
- The Magnificent Kick (1980)
- Tigre blanc (1981)
- Mad Mission 4: Rien ne sert de mourir (1986)
- The Family Strikes Back (1986)
- It's a Wonderful Life (1994)